# The Unforgiven II
The Unforgiven II – singel zespołu Metallica z płyty Reload.
Piosenkę napisali James Hetfield, Lars Ulrich i Kirk Hammett; jest kontynuacja utworu The Unforgiven z albumu Metallica. Obydwa utwory mają podobną budowę – progresje akordów w zwrotkach oraz warstwę tekstową. Ponad dekadę później ukazał się kolejny sequel – utwór The Unforgiven III z albumu Death Magnetic
Nakręcony do piosenki teledysk oparty jest na podobnym scenariuszu, co w części pierwszej, choć zamiast pustego pokoju akcja wideoklipu rozgrywa się w tunelu. Rozpoczyna się od ukazania wizerunku chłopca z zamurowanym w ścianie przedramieniem; ściana pęka wraz z dojrzewaniem chłopca. W miarę postępu czasu teledysk staje się coraz bardziej abstrakcyjny; po drugiej stronie ściany pojawiają się fale, niszczącą ja z każdym uderzeniem. W ostatniej scenie wideoklipu, ściana zamienia się w kobietę, w której plecach dalej tkwi przedramię chłopca, już dojrzałego. Młody mężczyzna otwiera dłoń, zaś kobieta wyjmuje z niej klucz, pozwalając uwolnić przedramię od trzymającej je ściany
Utwór po raz pierwszy zagrano na żywo 8 grudnia 1997, na gali Billboard Music Awards. Po tym wykonaniu nie był grany na koncertach przez 17 lat aż do trasy koncertowej w roku 2015.

## Lista utworów

### Wydanie międzynarodowe, część 1
1. The Unforgiven II – 6:36
2. Helpless (live) – 4:15
3. The Four Horsemen (live) – 6:19
4. Of Wolf and Man (live) – 4:31

### Wydanie międzynarodowe, część 2
1. The Unforgiven II – 6:36
2. The Thing That Should Not Be (live) – 7:33
3. The Memory Remains (live) – 4:19
4. King Nothing (live) – 7:14

### Wydanie międzynarodowe, część 3
1. The Unforgiven II – 6:36
2. No Remorse (live) – 4:54
3. Am I Evil? (live) – 5:09
4. The Unforgiven II (demo) – 7:14

### Wydanieamerykańskie
1. The Unforgiven II – 6:36
2. The Thing That Should Not Be (live) – 4:40

### Wydanie japońskie (minialbum)
1. The Unforgiven II – 6:38
2. The Thing That Should Not Be (live) – 7:31
3. The Memory Remains (live) – 4:28
4. No Remorse (live) – 4:52
5. Am I Evil? (live) – 5:11
6. The Unforgiven II (demo) – 7:13

### Singel europejski
1. The Unforgiven II – 6:36
2. The Memory Remains (live) – 4:19